# Santa Cruz del Retamar
Santa Cruz del Retamar é um município da Espanha na província de Toledo, comunidade autónoma de Castilla-La Mancha, de área 130 km² com população de 2555 habitantes (2006) e densidade populacional de 16,86 hab/km².

## Demografia
| Variação demográfica do município entre 1991 e 2004 | Variação demográfica do município entre 1991 e 2004 | Variação demográfica do município entre 1991 e 2004 | Variação demográfica do município entre 1991 e 2004 |
| --------------------------------------------------- | --------------------------------------------------- | --------------------------------------------------- | --------------------------------------------------- |
| 1991                                                | 1996                                                | 2001                                                | 2004                                                |
| 1442                                                | 1607                                                | 1842                                                | 2180                                                |